# Distretto elettorale di Okalongo
Il distretto elettorale di Okalongo è un distretto elettorale della Namibia situato nella Regione di Omusati con 30.609 abitanti al censimento del 2011. Il capoluogo è la città di Okalongo.